# Érentrude de Salzbourg
Sainte Érentrude de Salzbourg (en allemand : Erentrudis), née vers 660 à Worms et morte le 30 juin 718 à Salzbourg est une religieuse canonisée par l'Église catholique. La première abbesse de l'abbaye bénédictine de Nonnberg, elle est la patronne de la ville autrichienne de Salzbourg. Sa fête est le 30 juin.

## Biographie
Son nom a plusieurs variantes : Erintrudis, Erentrud, Ehrentrudis, Ehrentraud, Erentraud, etc.
Issue de la haute noblesse franque, possiblement de la dynastie des Robertiens, Érentrude est la sœur ou la nièce (neptis selon les registres de l'archevêque Arn de Salzbourg) de saint Rupert. Vers 696, elle l'accompagne à Salzbourg (Iuvavum) en Bavière où elle devient la première abbesse bénédictine de l'abbaye de Nonnberg (littéralement « Mont-des-Nonnes ») fondée au-dessous de Hohensalzburg vers l'an 712.

## Postérité

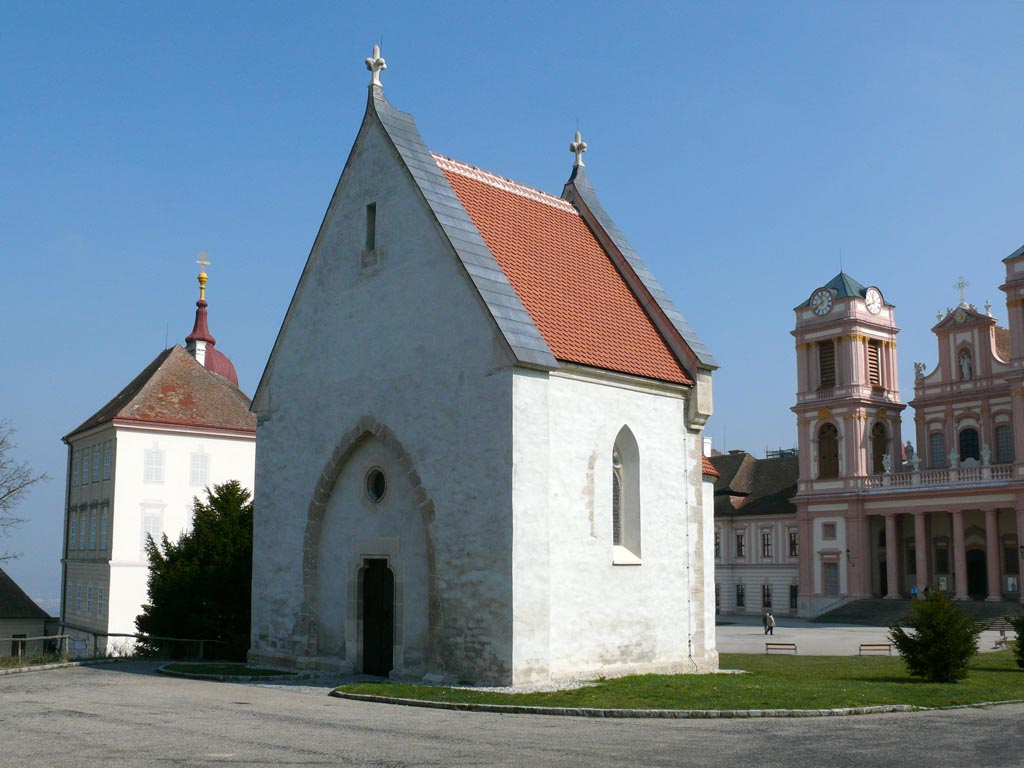
La chapelle Sainte-Érentrude de Göttweig

Érentrude était vénérée déjà à partir du VIIIe siècle, et l'abbaye de Nonnberg était devenue la destination de pèlerinages. En 1024, la translation de ses reliques dans la nouvelle crypte de l'abbatiale Sainte-Marie a lieu. Une hagiographie écrite au couvent remonte au début du XIVe siècle.

### Sources
- Traduction de l'article Wikipédia en allemand.